# George Yonashiro
George Yonashiro, född 28 november 1950 i São Paulo, Brasilien, är en japansk tidigare fotbollsspelare.